# مرد سال (فیلم ۱۹۷۱)
مرد سال (ایتالیایی: Homo Eroticus) یک فیلم کمدی سکسی سبک ایتالیایی به کارگردانی مارکو ویکاریو است که در سال ۱۹۷۱ منتشر شد. این فیلم به یک بلاکباستر در سینماهای ایتالیا مبدل شد.

## گزیدهٔ بازیگران
- لاندو بوتسانکا
- روسانا پودستا
- لوچانو سالچه
- آدریانا آستی
- ایرا فون فورستنبرگ
- برنار بلیه
- سیلوا کوشچینا
- اوی ماراندی
- بریگیته اسکای
- آنجلا لوچه
- فمی بنوسی
- ساندرو دری
- سیمونتا استفانلی
- پائولا تدسکو
- پیا جانکارو
- ژاک ارلن
- پیرو کیارا